# Gisele Barreto Fetterman
Gisele Barreto Fetterman (nascida Barreto Almeida; Rio de Janeiro, 27 de fevereiro de 1982) é uma ativista brasileira-americana, filantropa e executiva. Ela é fundadora da organização sem fins lucrativos Freestore 15104 e cofundadora das organizações sem fins lucrativos For Good PGH e 412 Food Rescue. Como esposa do senador eleito dos Estados Unidos e vice-governador John Fetterman, ela é a atual segunda-dama da Pensilvânia.

## Início da vida
Fetterman nasceu no Rio de Janeiro, Brasil. Quando ela tinha sete anos, Fetterman veio para os Estados Unidos como uma criança imigrante sem documentos com sua mãe e irmão mais novo, fixando residência em um apartamento de um cômodo na cidade de Nova York. Eles deixaram o Brasil devido a crimes violentos em sua comunidade. Em Nova York, a família vivia na pobreza e mobiliou seu apartamento com móveis encontrados na rua. Fetterman disse que sua família frequentemente dependia de bancos de alimentos e brechós. Sua mãe, que tinha um PhD em uma universidade brasileira e trabalhou como nutricionista e educadora, trabalhou como faxineira em hotéis e casas e muitas vezes teve seu pagamento negado devido à sua condição de imigrante sem documentos.
Fetterman não falava inglês quando chegou aos Estados Unidos e se matriculou em um programa de inglês como segunda língua em sua escola no Queens. A família mais tarde mudou-se para Newark, New Jersey. Ela estudou no Institute for Integrative Nutrition.
Fetterman recebeu seu green card em 2004 e tornou-se cidadã dos Estados Unidos em 2009.

## Ativismo e vida pública
Como primeira-dama de Braddock, Pensilvânia, Fetterman fundou a The Braddock Free Store, uma organização sem fins lucrativos que fornece às famílias locais de baixa renda brinquedos, fraldas, fórmula para bebês, roupas, utensílios domésticos e móveis. A organização atende cerca de 1.600 famílias por mês. Ela iniciou o Braddock Bench Project, focado em adicionar bancos aos pontos de ônibus locais.
Em 2015, Fetterman cofundou a 412 Food Rescue, uma organização sem fins lucrativos focada em eliminar a insegurança alimentar e fornecer recursos nutricionais para famílias necessitadas. A organização redistribuiu 2,5 milhões de libras em alimentos em seus primeiros dois anos. Ela lançou o Positive Parking Signs Project, uma iniciativa local que instala placas em torno das comunidades locais com frases como "Siga seus sonhos" e "Mais abraços necessários". Fetterman fundou a For Good PGH em 2017, uma organização sem fins lucrativos que defende a diversidade e a inclusão, que trouxe a Free Store 15104 sob sua marca em 2019. A maior iniciativa da For Good é o The Hollander Project, uma incubadora de negócios para mulheres empresárias.
Ela pressionou o Congresso dos Estados Unidos a adotar abordagens "humanitárias e compassivas" à imigração e fez uma petição para que as famílias de imigrantes não fossem separadas. Ela falou a favor da Ação Diferida para Chegadas na Infância e criticou o presidente dos Estados Unidos, Donald Trump, por tentar encerrar o programa.  Ela também apóia a legalização da maconha na Pensilvânia e é uma defensora dos direitos LGBTQ nos Estados Unidos. Ela foi nomeada "Melhor Ativista" pelo Pittsburgh City Paper por seu envolvimento na comunidade.

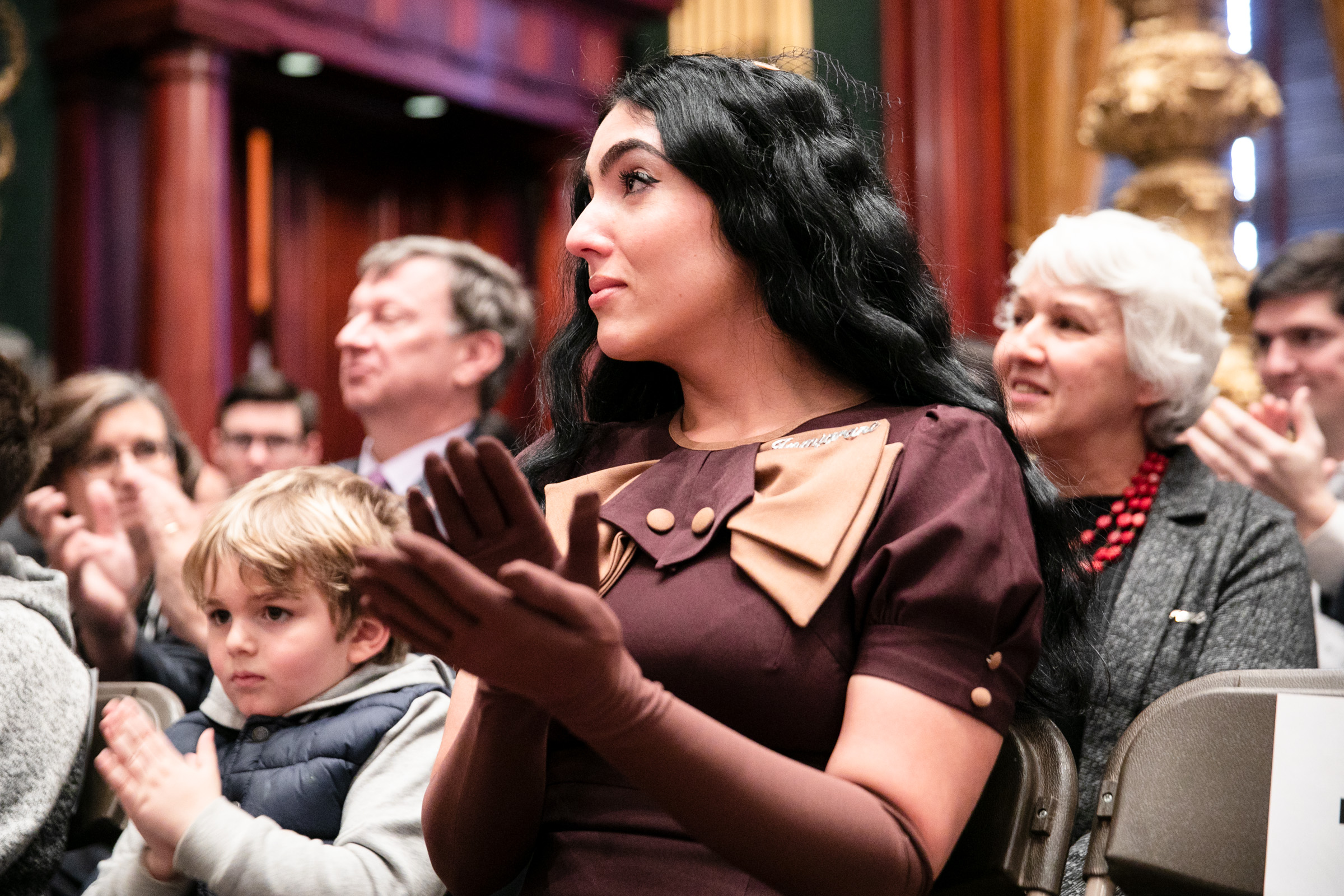
Fetterman na posse de seu marido em 2019

Em 20 de junho de 2018, ela atuou como mestre de cerimônias do Dia Mundial do Refugiado em Pittsburgh.  No início daquele mês, ela falou sobre o assassinato de Antwon Rose Jr. Fetterman disse ao Pittsburgh Post-Gazette que Rose, que foi voluntária em uma de suas organizações sem fins lucrativos, era "apenas uma criança adorável e gentil" e "realmente especial".

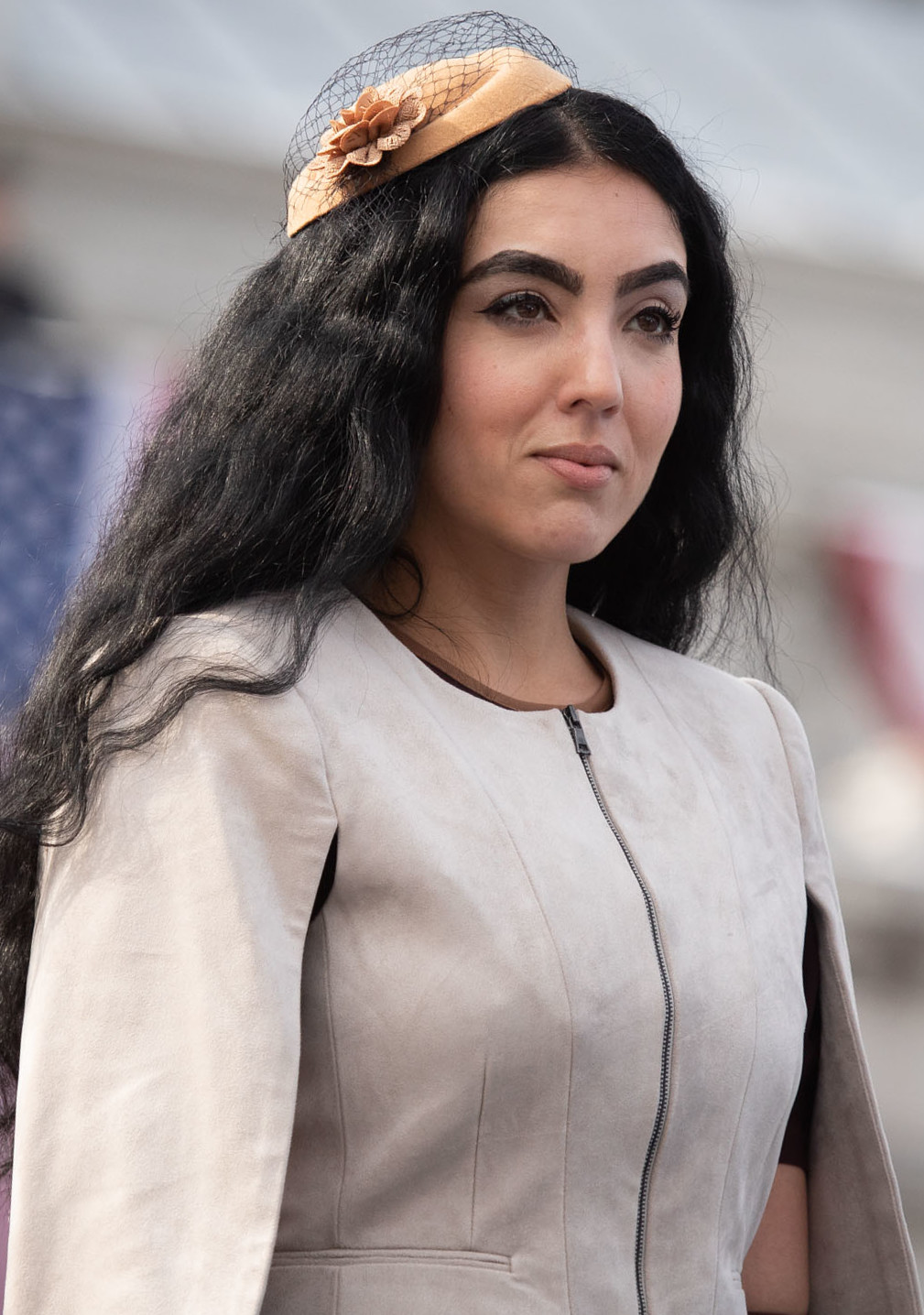
Fetterman em 2019

Em 2019, Fetterman e seu marido abriram a piscina da Mansão do Vice-Governador, localizada em Fort Indiantown Gap, para crianças que normalmente não teriam acesso a uma. A residência, em propriedade da Guarda Nacional da Pensilvânia, está localizada a cerca de 25 milhas (40 km) de Harrisburg, Pensilvânia. Fetterman, cuja família optou por não morar na residência oficial, dirige um programa de ensino de segurança na água da piscina. 
Ela atuou como anfitriã e presidente honorária do Hispanic Heritage Gala 2019 em 28 de setembro de 2019. O evento, realizado no Westin Convention Center Pittsburgh, arrecadou dinheiro para o Fundo Educacional da Fundação da Câmara Hispânica de Comércio da Área Metropolitana de Pittsburgh. Em 29 de outubro de 2019, ela foi a primeira mulher a receber o prêmio Pursuer of Peace da Congregação Rodef Shalom.
Em fevereiro de 2020, Fetterman criticou a empresa Amazon por vender um adesivo anti-imigração com o texto "Foda-se, estamos cheios" escrito no formato continental dos Estados Unidos. O adesivo foi descrito no site da empresa como um "Adesivo de vinil anti-imigrante para carro". Ela twittou na Amazon, pedindo à empresa que reconsiderasse o "poder e influência" de sua plataforma.  A Amazon respondeu em 3 de fevereiro de 2020 declarando que removeria o adesivo de seu site.
Em 6 de março de 2020, Fetterman foi palestrante no almoço YOUR HOUR, HER POWER no Westmoreland Club, realizado em homenagem ao Dia Internacional da Mulher. Ela participou do Census Tour de 2020, falando na Universidade Estadual da Pensilvânia sobre a importância de preencher o Censo dos Estados Unidos.
Em abril de 2020, Fetterman falou sobre a importância do distanciamento social e o poder do envolvimento da comunidade durante a pandemia de COVID-19 nos Estados Unidos. Em setembro de 2020, Fetterman ajudou a organizar um evento de compras para mulheres socorristas.

## Vida pessoal
Em 2007, Gisele conheceu John Fetterman, então prefeito de Braddock, Pensilvânia, depois de escrever uma carta para ele perguntando sobre o papel da cidade na indústria siderúrgica. Eles se casaram no ano seguinte. Os Fettermans têm três filhos, Karl, Grace e August, e moram com seu cão de resgate, Levi, em um loft reformado em um antigo prédio de uma concessionária de automóveis, construído em 1920, em Braddock. Fetterman adotou Levi de The Foster Farm, que o resgatou de uma casa em West Virginia.
Fetterman é amiga íntima de Kim Kardashian. Ela apoiou a senadora Elizabeth Warren nas primárias presidenciais de 2020 do Partido Democrata. Ela apoiou o ex-vice-presidente dos Estados Unidos Joe Biden nas eleições presidenciais de 2020 nos Estados Unidos.
Fetterman foi alvo de uma polêmica online em fevereiro de 2020, depois que uma autoridade local comentou negativamente sobre seu marido postar uma foto nas redes sociais mostrando-a em uma fantasia do Carnaval do Rio.
Em agosto de 2020, ela falou publicamente sobre o uso de maconha medicinal para tratar dores crônicas nas costas.
Em 11 de outubro de 2020, Fetterman foi gritada por um espectador, que usou calúnias raciais e falou contra sua origem brasileira e disse a Fetterman que ela "não pertencia aqui [na América]".